# Nathalie des Isnards
Pour les articles homonymes, voir Isnard.
Nathalie des Isnards est une entrepreneuse, créatrice de la start-up madamePee qui produit des « urinoires » féminines.

## Biographie
Elle fait des études commerciales à l'IESEG à Lille et travaille pendant dix ans à la gestion des ressources humaines d’Alcatel-Lucent, notamment comme directrice des ressources humaines (DRH). Elle est mère de quatre enfants.

## madame Pee

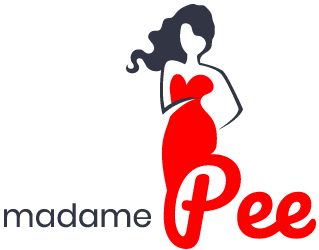
Logo de la société madamePee.

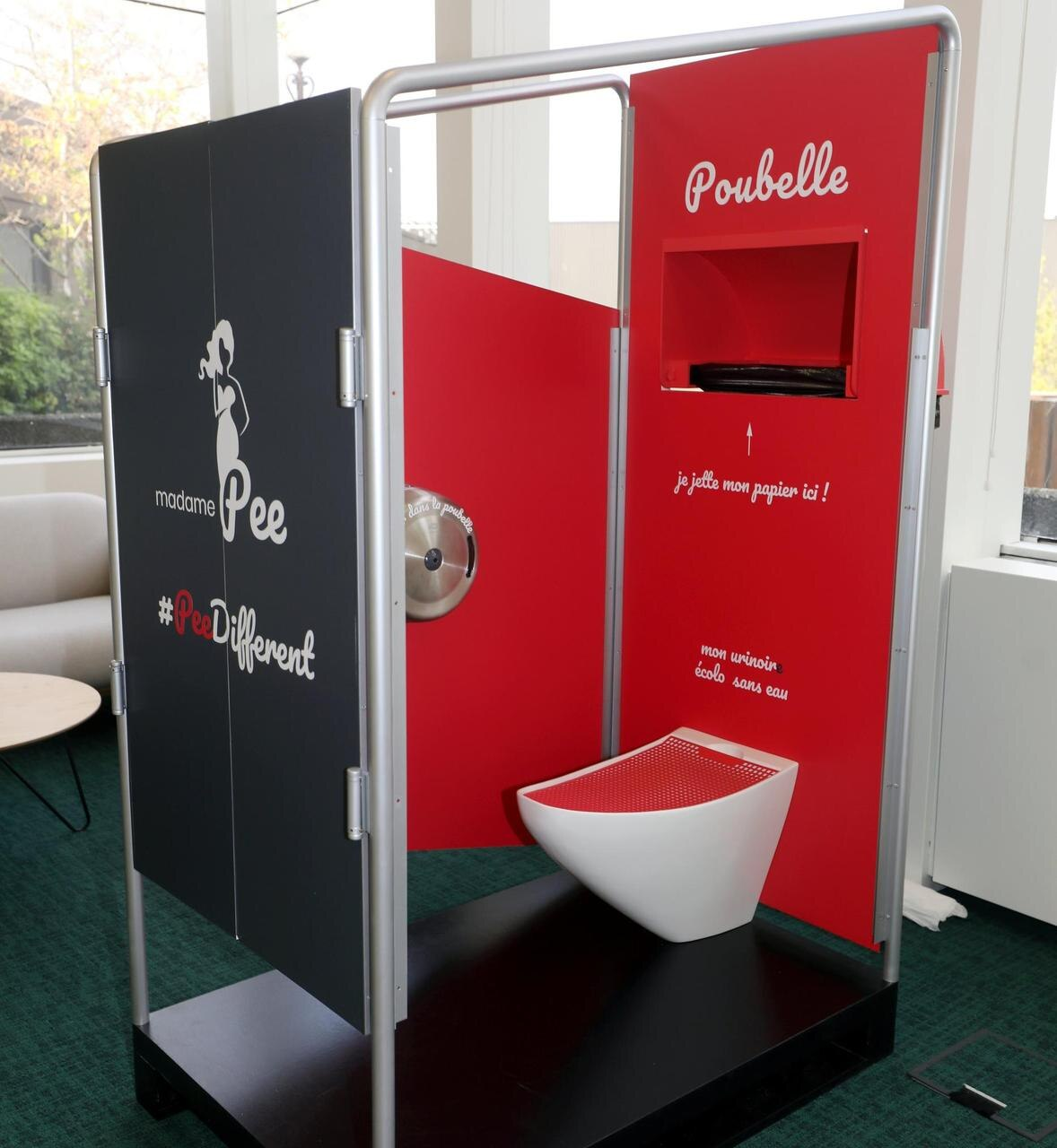
Vue intérieure d'une cabine d'urinoir féminin madamePee.

En 2017, après avoir dû rater le début d'un concert au festival Rock en Seine à cause de la queue pour aller aux toilettes pour femmes, elle cherche une solution au problème,,. En 2018, elle fonde madamePee au sein de l'incubateur French Event Booster afin de créer des toilettes publiques féminines,. Elle conçoit des urinoirs féminins, dénommé « urinoires », avec un « e », pour « plus de liberté et d’égalité » pour les femmes à partir de leurs besoins et de leurs habitudes, : leur design vise par exemple à ce qu'il y ait le moins de contacts possibles entre l'utilisatrice et la cabine,. Ces urinoirs fonctionnent sans eau et permettent de récupérer les urines pour les transformer en fertilisant,. Ils sont produits à Rennes et assemblés à Templemars dans les Hauts-de-France à partir de matériaux recyclés ou recyclables. 
En 2019, ces urinoirs féminins sont déployés dans divers événements comme le festival Solidays ou Paris-Plage. 
En 2022, ces urinoirs féminins sont déployés dans Paris et font face aux critiques d'une partie des habitants, qui leur reprochent leur laideur ainsi que des écoulements d'urine, dus selon Nathalie des Isnards à une mauvaise utilisation.
En 2020, elle lance également des urinoirs pour hommes, monsieurPee. 
En 2022, ses urinoirs sont installés dans six pays : en France, au Portugal, en Belgique, en Andorre, en Côte d’Ivoire et au Canada.

## Prix et reconnaissance
En 2022, elle est reconnue « Femme entrepreneure de l'année, coup de coeur du jury » lors des trophées des Femmes de l'industrie 2022 de l'Usine Nouvelle.